# Klášterec nad Ohří (zámek)
Klášterec nad Ohří je zámek ve stejnojmenném městě v Ústeckém kraji. Stojí na okraji města na levém břehu řeky Ohře. Od roku 1963 je chráněn jako kulturní památka.
Zámek založili na začátku šestnáctého století Fictumové, kteří jej vlastnili až do začátku třicetileté války. V rámci pobělohorských konfiskací jej získali Thun-Hohensteinové, kterým zůstal až do zestátnění v roce 1945. V zámku je umístěna expozice porcelánu ze sbírek Uměleckoprůmyslového muzea. Pořádají se v něm výstavy a koncerty klasické hudby.

## Historie

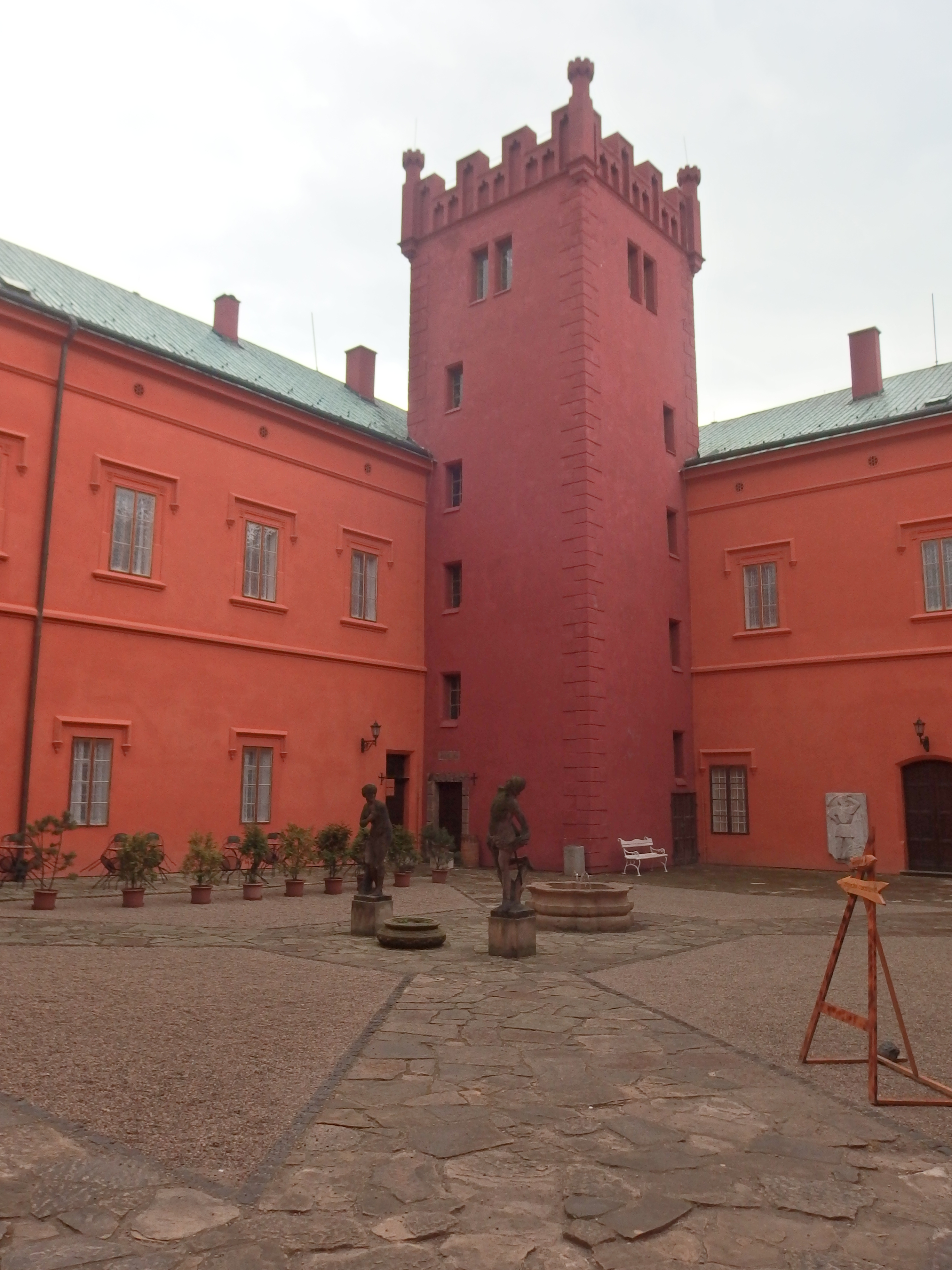
Nádvoří s věží

Městečko Klášterec patřilo do roku 1431 k perštejnskému a poté k šumburskému panství. Panské sídlo v podobě malé tvrze ve městě roku 1514 založil Volf Dětřich z Fictumu jako náhradu za nepohodlný hrad Šumburk. V závěti z roku 1538 jej odkázal své manželce Markétě ze Rzavého, která po Volfově smrti panství spravovala za nezletilé syny. Jejich synové Lev a Opl (Volf) z Fictumu tvrz rozšířili a opevnili. Lev zprvu sídlil na Šumburku, ale později se přestěhoval do Klášterce. Vyznáním byl protestant a na svém panství uvedl na fary v Prunéřově, Mikulovicích a Petlerech protestantské kazatele. V šedesátých a sedmdesátých letech šestnáctého století nechal tvrz rozšířit v renesančním slohu a ozdobit sgrafitovými omítkami.
Lev z Fictumu zemřel roku 1577 a téhož roku jsou na kláštereckém zámku uváděni bratři Volf, Jetřich, Kryštof a Bohuslav Felix, pravděpodobně jeho nezletilí synové. Po dosažení dospělosti panství v nedílu spravovali Kryštof a Bohuslav Felix. Rozšířili je o statek Mory, ale nejspíše roku 1590 se o majetek rozdělili a Klášterec připadl Kryštofovi. Bohuslav Felix získal Pichlberk, Prunéřov a Mory, takže klášterecké panství se výrazně zmenšilo. Kryštof však roku 1592 koupil hrad Himlštejn s příslušenstvím, roku 1605 Okounov, Horu, Tunkov, Beličov a v roce 1607 zbývající část šumburského panství. Kromě těchto vsí k panství patřily také vesnice Perštejn, Údolíčko, Rájov, Klášterecká Jeseň, Vysoké, Kunov, Telcov a Černýš. Ještě za společné vlády obou bratrů byl zámek do roku 1590 rozšířen do podoby čtyřkřídlé renesanční stavby, byť podle Zdeňka Vachaty k tomu došlo až v padesátých letech sedmnáctého století.
Kryštof z Fictumu se oženil s Voršilou Šlikovou a jejich dcery měly po Kryštofově smrti klášterecké panství zdědit. Jako jeden z direktorů stavovského povstání v letech 1618–1620 musel odejít do Saska a zkonfiskovaný majetek 2. června 1623 koupil svobodný pán Kryštof Šimon Thun. Celková cena panství Klášterec–Šumburk a Egerberk–Felixburg dosáhla 117 611 kop a čtrnáct grošů.

### Thunové
Kryštof Šimon Thun vlastnil kromě dalších statků také Děčín, Bynov, Pětipsy nebo Jílové, a patřil tak k nejbohatším šlechticům v zemi. V roce 1629 byl povýšen do stavu říšských hrabat a začal používat přídomek z Hohensteina. Ještě před Kryštofovou smrtí v roce 1635 získal veškerý majetek jeho synovec Jan Zikmund Thun-Hohenstein († 1646). Za něj byl během třicetileté války v roce 1639 zámek i s městem vypálen švédským vojskem.

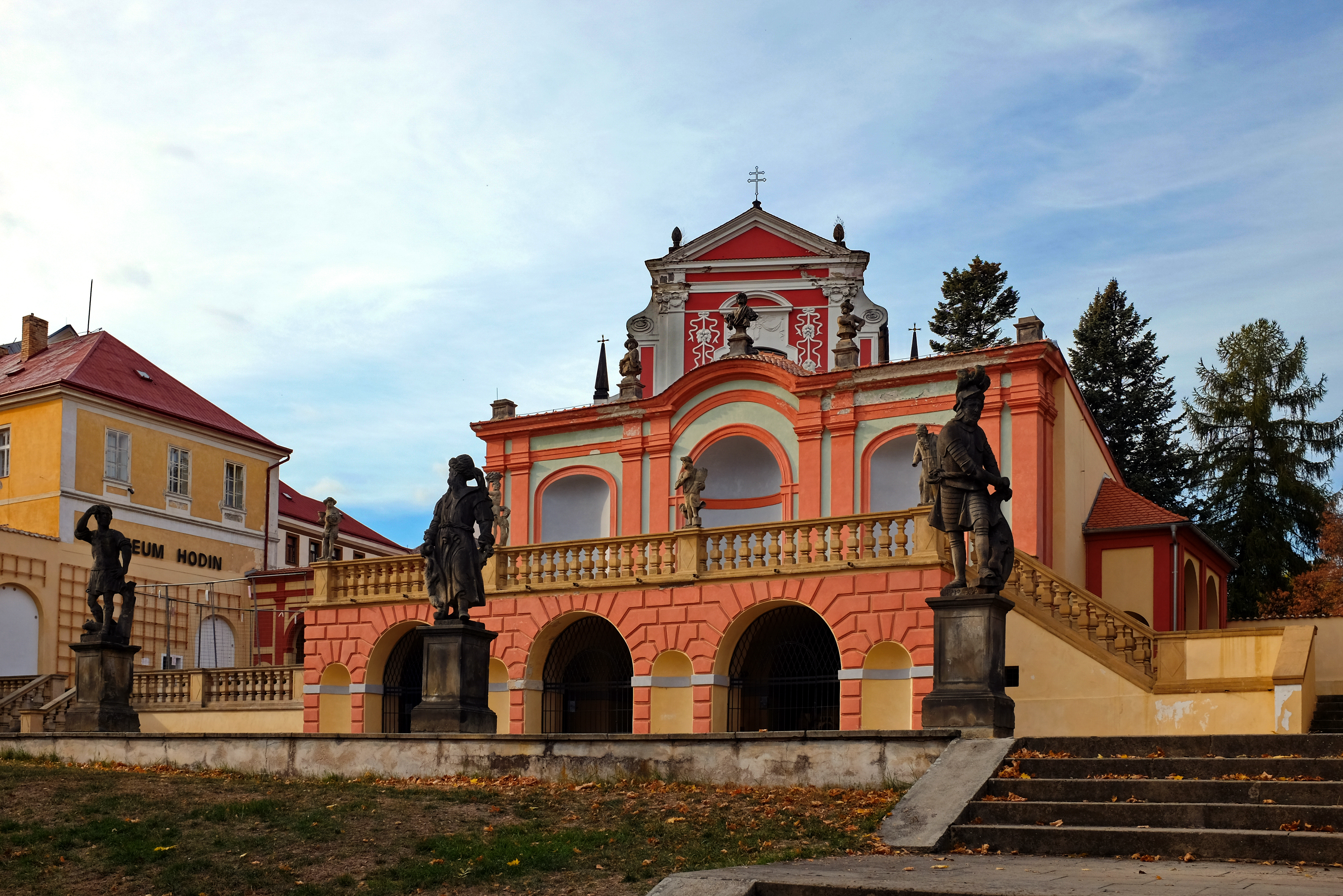
Sala terrena

Jan Zikmund Thun zemřel roku 1646. Zanechal po sobě osm synů, kteří si rozsáhlý rodový majetek rozdělili na osm dílů. Klášterecký díl připadl nejprve Quidobaldu Thun-Hohensteinovi. Významnějším majitelem se stal jeho bratr Michael Osvald Thun-Hohenstein, který roku 1655 dostal Felixburg, ale později získal i Klášterec a Pětipsy. Po matce zdědil Benešov nad Ploučnicí, Markvartice a Minice. Tento majetek, navíc s Žehušicemi přikoupenými v roce 1671, prohlásil za svěřenství a vytvořil z něj tzv. první majorát. Jádrem druhého majorátu se stal Děčín a třetí tvořily majekty v Horních Rakousích.

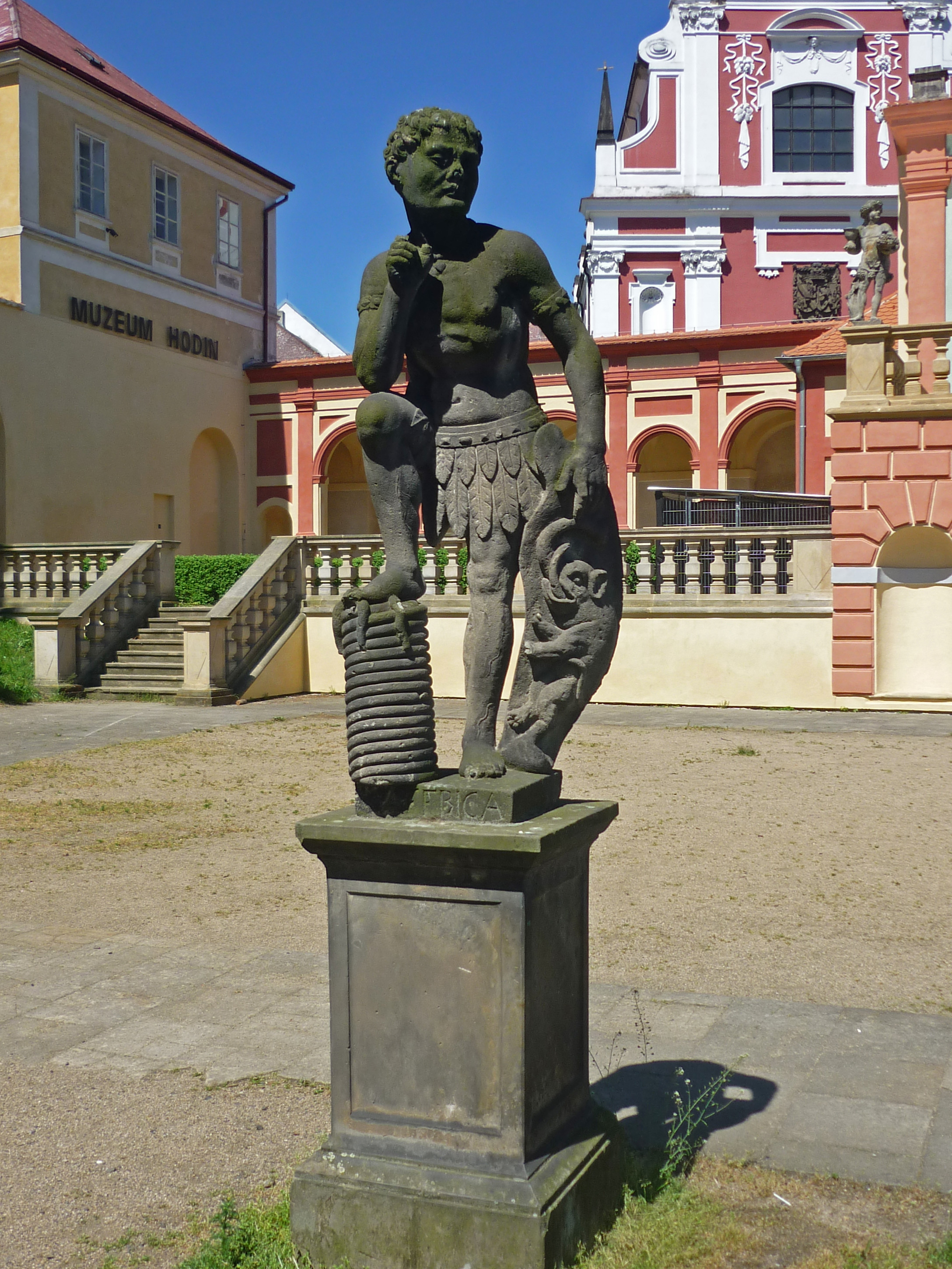
Jedna z alegorií kontinentů od Jana Brokoffa

Michael Osvald si za hlavní sídlo zvolil klášterecký zámek. Na počátku padesátých let sedmnáctého století sice proběhla oprava válečných škod, ale na počátku šedesátých let zahájil Michael Osvald razantní přestavbu celého zámeckého areálu. Plány pravděpodobně navrhl architekt Carlo Lurago. Jako stavitel, a snad i autor plánů, byl roku 1666 uveden Ital Rossi de Luca. Stavební aktivity probíhaly až do osmdesátých let. V parku byla postavena lodžie, doplněná později o sala terrenu, a letohrádek navržený nejspíše Janem Baptistou Matheyem. Od roku 1685 v Klášterci po dobu dvou let působil sochař Jan Brokoff.
Michael Osvald měl pouze dcery Eleonoru Barboru a Marii Magdalenu, a proto klášterecký majorát zdědil roku 1694 Michaelův bratr Maxmilián Thun-Hohenstein († 1701). Jeho syn Jan František Josef Thun-Hohenstein za svého života všechny tři majoráty sloučil a odkázal je jedinému synovi Janu Josefovi.
Potomci Michaela Osvalda klášterecký zámek pouze udržovali. V roce 1784 ve městě vypukl požár, který se rozšířil i na zámek, a ten vyhořel. Vrchnost i úředníci správy panství se odstěhovali na blízký Felixburg. Jan Josef v roce 1785 postoupil správu majetku svým dětem. Klášterecký majorát dostal František Josef Thun-Hohenstein, a v roce 1786 zahájil kadaňský stavitel J. Däubling obnovu zámku. Během let 1786–1796 byly provedeny zajišťovací práce a opravy zachovalejších částí.

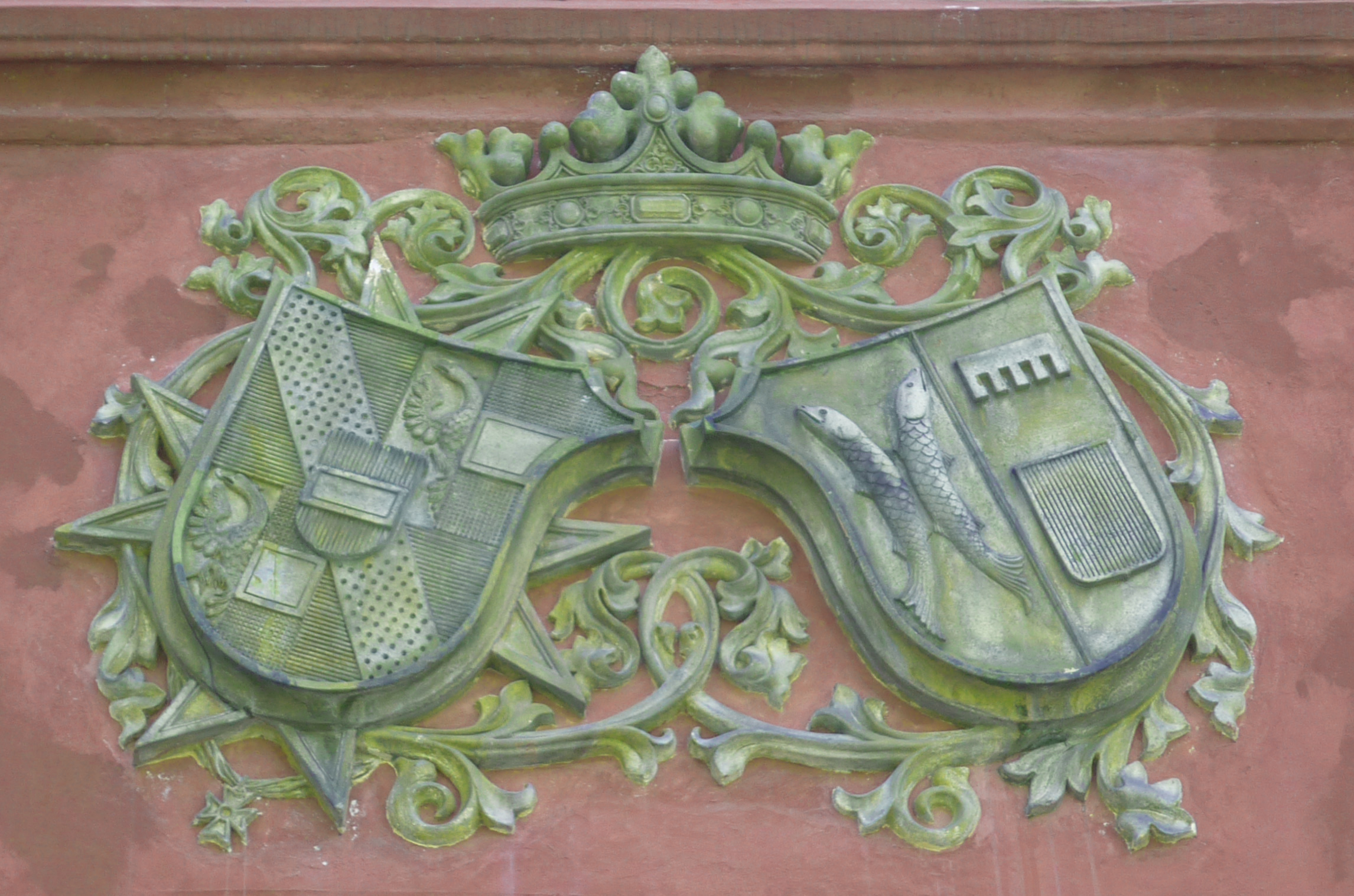
Alianční erb Thun-Hohensteinů a Salm-Reifferscheidtů

Na začátku devatenáctého století se kláštereckým pánem stal Josef Jan Thun-Hohenstein a v roce 1810 jej vystřídal Josef Matyáš Thun-Hohenstein. Po něm zámek zdědil syn Josef Osvald I. Thun-Hohenstein a jeho stejnojmenní potomci: nejprve syn Josef Osvald II.,který v Klášterci pobýval se svou manželkou Christiane, pocházející z dokské větve Valdštejn-Wartenbergů, a poté vnuk Josef Osvald III. Josef Osvald III. zemřel v roce 1942 a zámek po něm zdědil adoptovaný synovec Matyáš Osvald Thun-Hohenstein. Jemu byl Klášterec o tři roky později zkonfiskován podle Benešových dekretů. Po vzniku Československa se rozsáhlé panství v důsledku pozemkové reformy zmenšilo. K zámku od té doby patřil jen velkostatek Klášterec, zbytkový statek Benešov nad Ploučnicí, klášterecká porcelánka a pivovar v Lipové.

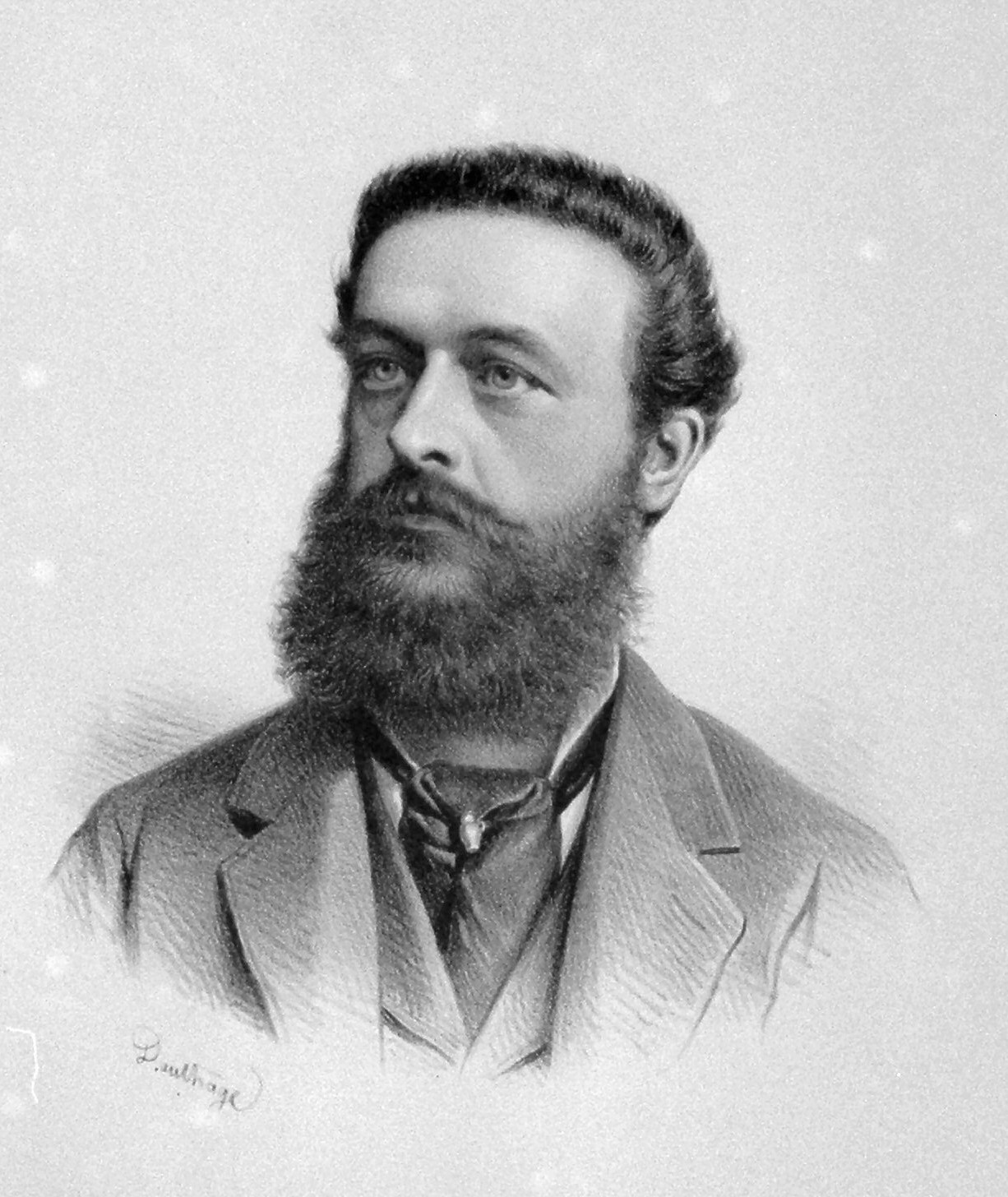
Josef Osvald II. Thun-Hohenstein

Významnější úpravy zámku proběhly zejména v roce 1818 podle plánů Augustina Grubera a K. Pollaka. Byla při nich postavena terasa u západního křídla a obnovena fasáda. S výjimkou barokního hlavního průčelí si zámek stále uchovával renesanční charakter. V letech 1846–1847 byly přestavěny interiéry.
V noci z 30. na 31. května 1856 zámek znovu vyhořel, ale už na podzim téhož roku vedl architekt Václav Hagenauer jeho rekonstrukci v novogotickém slohu. Zvýšil vnější fasády o římsu s lichou arkádou a vikýři. V západním a jižním rohu nádvoří byly postaveny arkýře. V sedmdesátých letech devatenáctého století nechal Josef Osvald II. pod vedením vrchního zahradníka Čeňka Stibala rozšířit zámecký park v anglickém stylu. Poslední úpravy a opravy renesančních sálů a pokojů v patře provedl v letech 1920–1921 klášterecký stavitel Josef Chmelirsch. Ten také zhotovil nový průjezd v hlavním průčelí a fasády natřel červenou barvou.

### Novodobé dějiny
Po roce 1945 přešel zámek do majetku státu a v letech 1950–1952 byly zrestaurovány cenné renesanční interiéry. V těchto letech byla také v zámku instalována expozice porcelánu ze sbírek Uměleckoprůmyslového muzea v Praze, jež zachycuje vývoj českého a zahraničního porcelánu a také existenci klášterecké porcelánky.
V interiérech i exteriérech zámku byly v roce 1983 natáčeny některé scény českého filmu Až do konce.

## Stavební podoba
Jednopatrová zámecká budova je čtyřkřídlá, postavená kolem vnitřního nádvoří, v jehož východním rohu stojí hranolová věž. Jednotlivá průčelí zdůrazňují dvojice mělkých rizalitů s trojúhelníkovými štíty a nároží zdobená bosováním. Fasádu prvního patra ukončuje korunní římsa s malými slepými arkádami s cimbuřím a drobnými polygonálními věžičkami. Podobné novogotické cimbuří má i věž. Do nádvoří se vjíždí průjezdem v pravém rizalitu (původní vjezd býval v levém rizalitu) severozápadního průčelí. Nad portálem je umístěn alianční erb Michaela Osvalda Thuna a jeho manželky hraběnky z Lodronu, původem ze třetí čtvrtiny sedmnáctého století. Na zdi levého rizalitu se nachází erb Thun-Hohensteinů a Salm-Reifferscheidtů z období Hagenauerovi přestavby.
Nádvoří má čtverhranný půdorys, narušený stavbou věže ve východním nároží a drobným trojbokým přístavkem v jižním nároží. V západním nároží stojí trojboký arkýř na profilované konzole. Portál do věže je bosovaný a nad ním je uchycena kamenná deska s erbem Fictumů a Šliků s letopočtem 1590. Uprostřed nádvoří je malá kašna.
V přízemí jihovýchodního křídla se dochovaly renesanční síně s klášterními a neckovými klenbami s lunetami a bohatou ornamentální štukovou výzdobou z doby okolo roku 1600. Ostatní přízemní prostory jsou klenuté valenými klenbami. Prostory v prvním patře mají ploché stropy. Pokoje jsou orientovány k vnějšímu průčelí, zatímco spojovací chodby vedou podél nádvorních stěn.

### Park

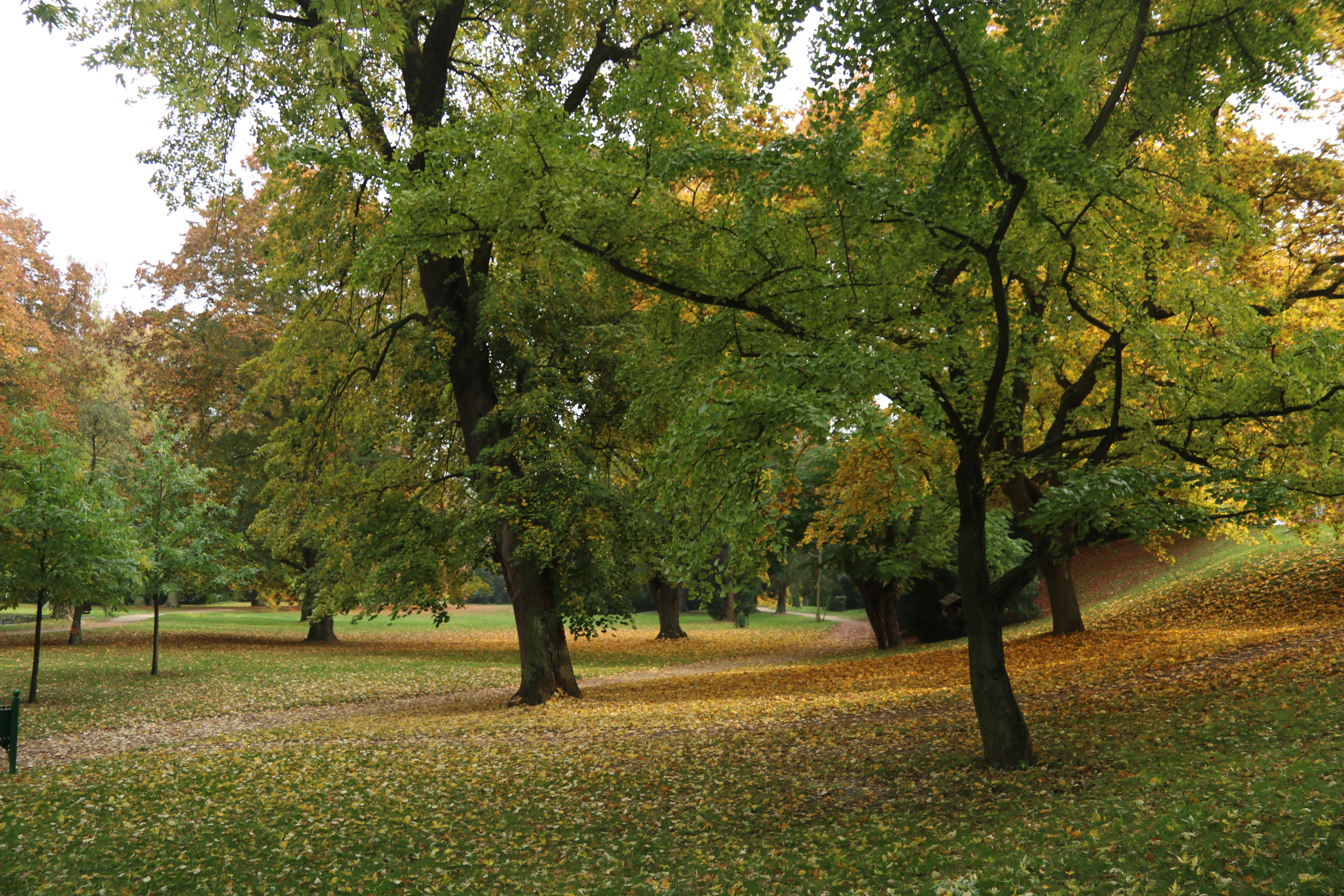
Zámecký park

Přilehlý park s rozlohou 9,5 hektaru pochází z druhé poloviny sedmnáctého století. Jako francouzskou zahradu jej založil Michael Osvald Thun. Z vnější strany jej chrání masivní ohradní zeď. Ve východní části zámecké zahrady se nachází unikátní soubor kaplí Sedmi bolestí Panny Marie z roku 1691. Po roce 1784 nebyl park příliš udržován a k větším úpravám došlo až po roce 1856. Tehdy byly zbořeny letohrádek s částí lodžie a kašna se sochami přemístěny do města. Jan Osvald I. nechal zbořit hospodářské budovy a park rozšířil o místa podél řeky. Od druhé poloviny devatenáctého se v parku pěstují sadovnicky cenné dřeviny jako je jinan dvoulaločný, korkovník amurský, lapina jasanolistá, šácholan zašpičatělý, platan javorolistý, pamodřín Kaempferův nebo bříza Maximovičova.

## Přístup

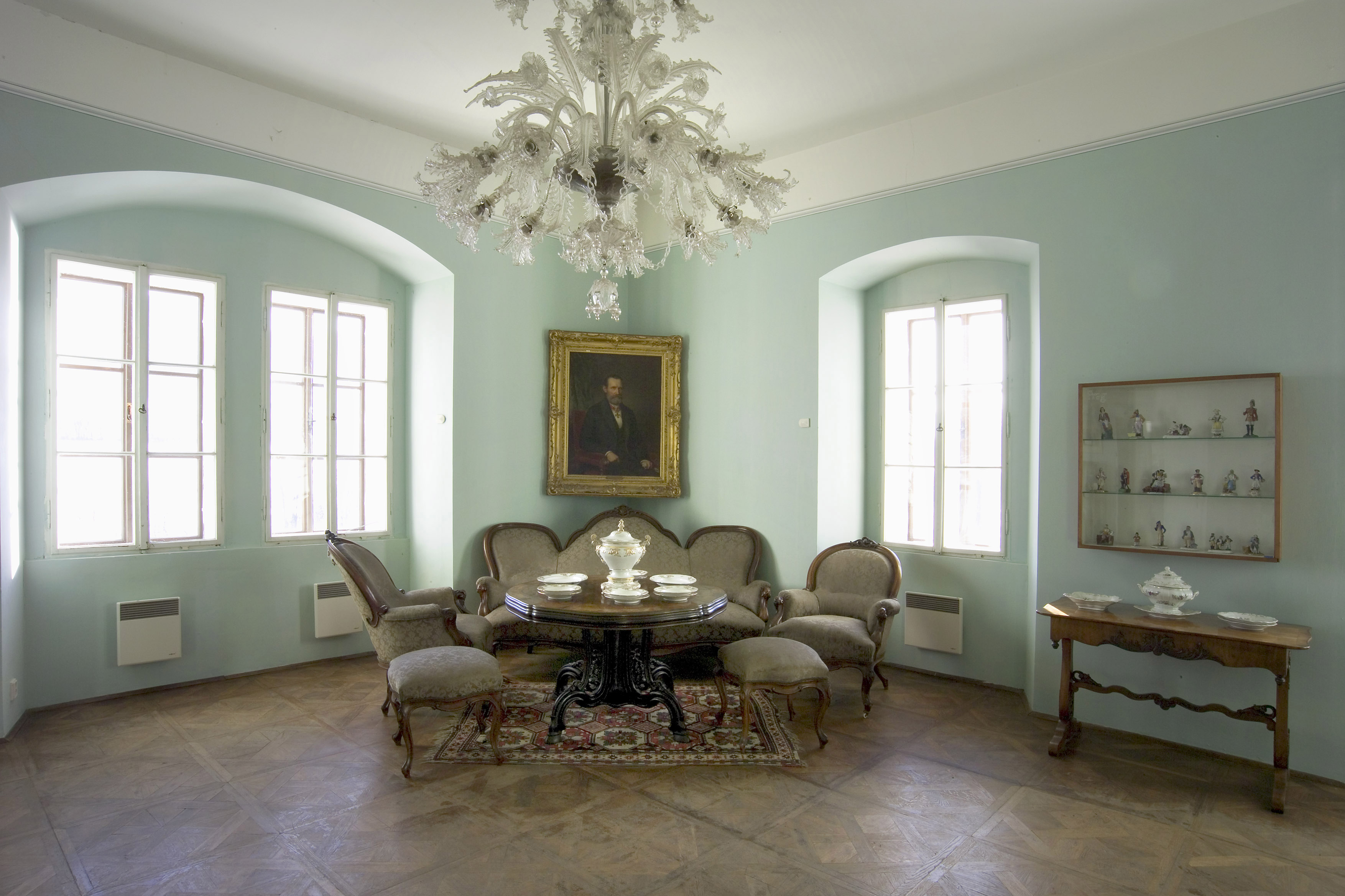
Interiér zámku

Zámek je přístupný celoročně v návštěvních hodinách. Nabízí tři návštěvní okruhy: Porcelánový, Pohádkový a Atraktivity. První okruh (expozice porcelánu ze sbírek Uměleckoprůmyslového muzea v Praze) obsahuje sbírky starého čínského, japonského a středoevropského porcelánu (např. Míšeň, Vídeň, Berlín) z období 16. až 19. století ve čtyřech místnostech prvního patra zámku. V dalších místnostech je umístěna svým rozsahem unikátní sbírka českého porcelánu ze Slavkova, Klášterce nad Ohří, Březové, Kysiblu, Chodova, Staré Role, Dalovic a Prahy, dokumentující více než dvousetletou historii výroby porcelánu v Čechách. Druhý okruh (Pohádkový) zahrnuje prohlídku Pohádkové země Vítězslavy Klimtové plnou skřítků, loutek rodiny Kopeckých a zámecké věže s expozicí Věry Štefánkové vztahující se k pověstem Krušných hor. Třetí okruh návštěvníky seznamuje se životem ve středověku nebo dějinami Klášterce a okolních hradů.